# Regina Lakeview (circonscription saskatchewanaise)
Pour les articles homonymes, voir Regina (homonymie) et Lakeview.
Circonscription électorale provinciale du Canada
Regina Lakeview est une circonscription électorale provinciale de la Saskatchewan au Canada. Elle est représentée à l'Assemblée législative de la Saskatchewan de 1971 à 1991 et depuis 1995.

## Géographie
La circonscription consiste au centre-sud de la ville de Regina.

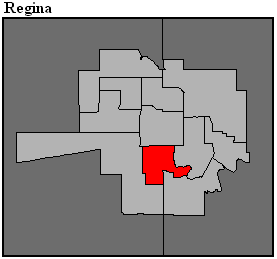
Frontière de la circonscription en 2016.
Frontière de la circonscription en 2022.

## Liste des députés
| Parlement                                                                                      | Années          | Député                   | Député                        | Parti                     |
| Regina Lakeview                                                                                | Regina Lakeview | Regina Lakeview          | Regina Lakeview               | Regina Lakeview           |
| ---------------------------------------------------------------------------------------------- | --------------- | ------------------------ | ----------------------------- | ------------------------- |
| 17e                                                                                            | 1971–1973       |                          | Donald Mighton McPherson (en) | Libéral                   |
| 17e                                                                                            | 1973-1975       | Edward Cyril Malone (en) |                               | Libéral                   |
| 18e                                                                                            | 1975–1978       | Edward Cyril Malone (en) |                               | Libéral                   |
| 19e                                                                                            | 1978–1982       |                          | Douglas Francis McArthur (en) | Néo-démocrate             |
| 20e                                                                                            | 1982–1986       |                          | Tim Embury (en)               | Progressiste-conservateur |
| 21e                                                                                            | 1986–1991       |                          | Louise Simard                 | Néo-démocrate             |
| Circonscription redistribuée parmi Regina Hillsdale et Regina Lake Centre                      |                 |                          |                               |                           |
| Circonscription redistribuée parmi Regina Hillsdale, Regina Albert South et Regina Lake Centre |                 |                          |                               |                           |
| 23e                                                                                            | 1995–1999       |                          | John Nilson                   | Néo-démocrate             |
| 24e                                                                                            | 1999–2003       |                          | John Nilson                   | Néo-démocrate             |
| 25e                                                                                            | 2003–2007       |                          | John Nilson                   | Néo-démocrate             |
| 26e                                                                                            | 2007–2011       |                          | John Nilson                   | Néo-démocrate             |
| 27e                                                                                            | 2011–2016       |                          | John Nilson                   | Néo-démocrate             |
| 28e                                                                                            | 2016–2020       |                          | Carla Beck                    | Néo-démocrate             |
| 29e                                                                                            | 2020–2024       |                          | Carla Beck                    | Néo-démocrate             |
| 30e                                                                                            | 2024–en cours   |                          | Carla Beck                    | Néo-démocrate             |

## Résultats électoraux
Regina Lakeview (depuis 1995)

Regina Lakeview (1971-1991)